# Скаска

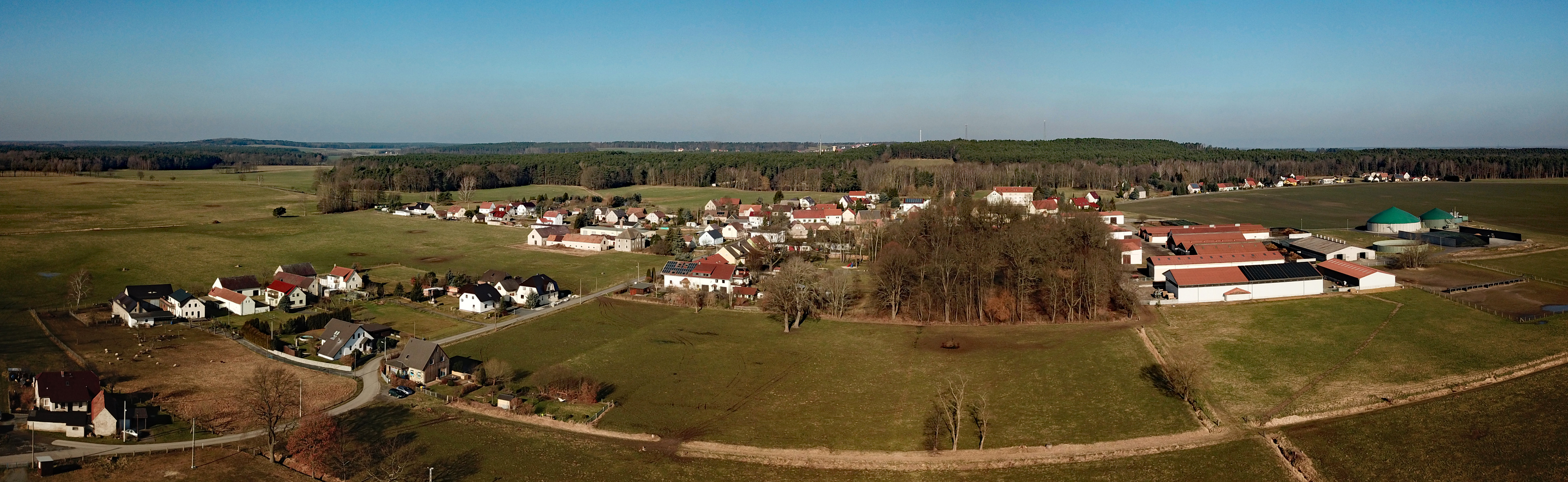

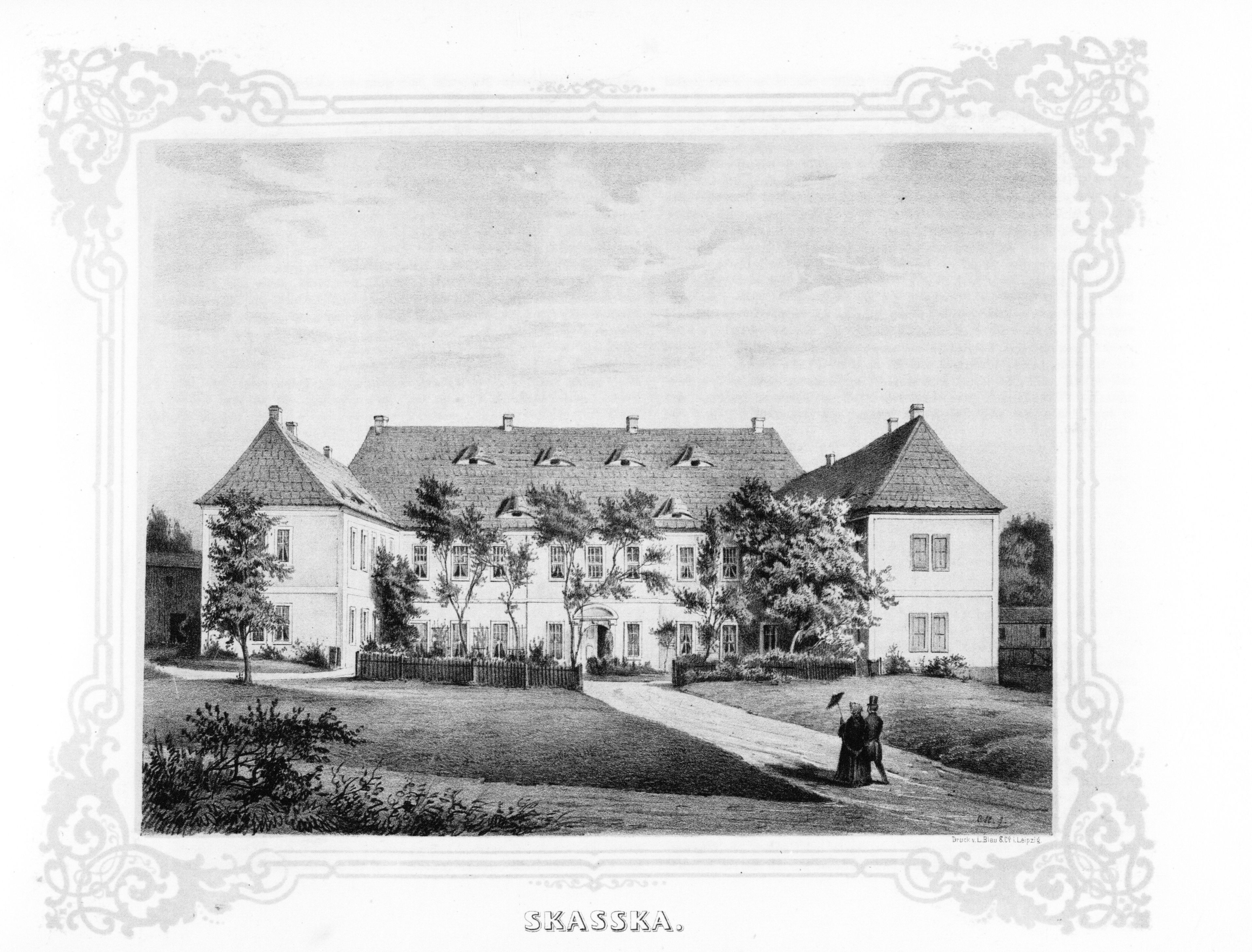

Ска́ска или Ска́сков (нем. Skaska; в.-луж. Skaskowо файле) — деревня в Верхней Лужице, Германия. Входит в состав коммуны Ослинг района Баутцен в земле Саксония. Подчиняется административному округу Дрезден.

## География
Находится на левом берегу реки Чорны-Гальштров в южной части района Лужицких озёр на юго-восток от административного центра коммуны Ослинга. Через деревню проходит автомобильная дорога К 9229, соединяющая её на западе с автомобильной дорогой S 92.
Соседние населённые пункты: на северо-востоке — деревня Лубгоздж, на востоке — деревня Сульшецы (входит в городские границы Виттихенау), на юго-востоке — деревня Традов, на юго-западе — деревня Дебрицы и на северо-западе — Ослинг.

## История
Впервые упоминается в 1383 году под наименованием Skasskaw.
До 1969 года была центром одноимённой коммуны, с 1969 по 1994 года входила в коммуну Скаска-Дёбра. С 1994 года входит в состав современной коммуны Ослинг.
Исторические немецкие наименования.
- Skasskaw, 1383
- Schaskaw, 1401
- Scaßkow, 1413
- Skaßka, 1562
- Gaßke, 1732
- Schaschke, 1759
- Scaßka, 1791
- Skaßke, 1796
- Skaska (Skaßke), 1875

## Население
Согласно статистическому сочинению «Dodawki k statisticy a etnografiji łužickich Serbow» Арношта Муки в 1884 году в деревне проживало 233 человека (из них — 191 серболужичанина (82 %)).
Лужицкий демограф Арношт Черник в своём сочинении «Die Entwicklung der sorbischen Bevölkerung» указывает, что в 1956 году при общей численности в 341 человека серболужицкое население деревни составляло 6,2 % (из них верхнелужицким языком владело 20 взрослых и 1 несовершеннолетний).
| 1834 | 1871 | 1890 | 1910 | 1925 | 1939 | 1946 | 1950 | 1964 | 2011 |
| ---- | ---- | ---- | ---- | ---- | ---- | ---- | ---- | ---- | ---- |
| 142  | 189  | 289  | 275  | 311  | 304  | 375  | 386  | 328  | 288  |